# Julius Nyerere
Pour les articles homonymes, voir Nyerere.
Julius Kambarage Nyerere (né le 13 avril 1922 à Butiama et mort le 14 octobre 1999 à Lambeth, Londres) est un homme politique tanzanien d'ethnie Zanaki (en).
Il est Premier ministre puis président du Tanganyika de 1961 à 1964, et président de la république unie de Tanzanie du 29 octobre 1964 au 5 novembre 1985.
Surnommé le mwalimu (l'instituteur en swahili), il est l'un des principaux représentants du socialisme africain.
Julius Nyerere est le père de l'expérience Ujamaa, une expérience unique en Afrique basée sur le familialisme, la dignité et l'égalité. Cette expérience Ujamaa s'est déroulée de 1967 à 1984.
En 2006, l'Église catholique a ouvert un procès en béatification. En novembre 2023, le procès est toujours en cours.

## Origines et débuts en politique
Julius Nyerere est né en 1922, dans le village de Butiama, dans le nord de la Tanzanie, à proximité du lac Victoria. Son père, Burito Nyerere, est l'un des chefs des Zanaki, un groupe ethnique assez réduit, et savait parler l'allemand, la partie continentale de la Tanzanie faisant partie, avant 1919, de l'Afrique orientale allemande. Ce père est polygame. La mère de Julius, Mugaya, est une de ses vingt-deux femmes,,,,.
La Tanzanie est alors un territoire sous mandat de la Société des Nations confiés aux Britanniques, à partir de 1921, et les Anglais incitent les chefs locaux à mettre leur descendance à l'école. À 31 ans, en 1953, Julius Nyerere, brillant enseignant passé par Édimbourg pour terminer ses études, et converti au catholicisme pendant sa scolarité, prend la tête de la Tanganyika African Association (TAA) qu’il transforme rapidement, en compagnie de Bibi Titi Mohammed, en un parti politique, le Tanganyika African National Union (TANU), qui prône l’indépendance. Il démissionne de son poste d'instituteur et parcourt le pays pour porter le message indépendantiste. En 1958, il est présent à Accra (Ghana) pour la conférence panafricaine des peuples organisée par le président Kwame Nkrumah.
L'indépendance est accordée par le Royaume-Uni le 9 décembre 1961, sans aucune violence. Julius Nyerere est brièvement Premier ministre sous la période monarchique, puis devient le premier président de la république du Tanganyika à la suite des élections de décembre 1962, .

## Nyerere au pouvoir: 1964-1985

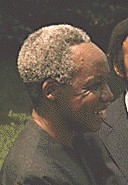
Julius Nyerere (1977).

### Union avec Zanzibar et panafricanisme
Il revendique l'unité africaine : « Sans unité, les peuples d'Afrique n'ont pas de futur, sauf comme perpétuelles et faibles victimes de l'impérialisme et de l'exploitation. » Dans cette perspective, il tente de convaincre les dirigeants de l'Ouganda, du Kenya et de Zanzibar de s'associer au Tanganyika afin de construire une seule fédération. Observant les troubles survenus dans certains pays nouvellement indépendants, en particulier au Congo, Nyerere engage une réflexion sur la place et le rôle de l’armée. L'influence parfois démesurée des jeunes armées africaines sur la politique nationale et leur incapacité à lutter contre les intrusions des grandes puissances l'incitent à militer pour la construction d'une armée commune aux pays d'Afrique.
En janvier 1964, une révolution abolit le sultanat à Zanzibar. Le 26 avril 1964, le Tanganyika et Zanzibar fusionnent pour former la république unie de Tanzanie. Nyerere devient le président de l’État nouvellement créé, tandis qu'Abeid Karume (le leader de l'Afro-Shirazi Party, ASP), restant président de Zanzibar, devient vice-président de la Tanzanie. La Tanzanie donne son appui à la guérilla lumumbiste au Congo et l'OUA établit son siège à Addis-Abeba (Éthiopie). Parallèlement, les relations se détériorent avec les pays occidentaux ; en 1965 la Tanzanie rompt ses relations avec le Royaume-Uni et expulse hors du pays les troupes britanniques en réaction au soutien de Londres à un régime ségrégationniste en Rhodésie, tandis que l’Allemagne de l'Ouest rompt ses propres relations avec la Tanzanie à la suite de l'ouverture dans le pays d'une ambassade de l’Allemagne de l'Est. Les aides économiques accordées par certains pays occidentaux sont coupées.
Au contraire, la Chine, bien qu'étant elle-même en voie de développement, renforce ses relations avec la Tanzanie et lui offre une aide matérielle. Le pays accueille de nombreux réfugiés politiques, en particulier ghanéens après le coup d’État de 1966. En outre, Julius Nyerere reçoit de nombreuses "figures" du panafricanisme ou de l'anti-impérialisme, telles que Malcolm X, Stokely Carmichael, Cyril Lionel Robert James ou encore Che Guevara, et plusieurs mouvements révolutionnaires ont une représentation dans le pays (l'ANC, la ZANU, la SWAPO, le MPLA et le FRELIMO).
Au cours du conflit nigéro-biafrais, Julius Nyerere est le premier chef d'Etat africain à reconnaître l'indépendance du Biafra, le 13 avril 1968. La Tanzanie est suivie dans cette voie par le Gabon, la Côte d'Ivoire et la Zambie. Le président ivoirien Félix Houphouët-Boigny explique à ce sujet : « Si Nyerere et moi, qui avons des options politiques et économiques différentes, sommes d’accord pour reconnaître la nécessité de retirer ce conflit du cadre juridique dans lequel on veut nous enfermer, c’est parce que nous nourrissons à l’égard du peuple martyr du Biafra les mêmes sentiments de compassion, parce que nous considérons le problème le concernant comme un problème essentiellement humain ».

### Politique intérieure: Ujamaa
Soucieux d’accélérer l’émancipation des Africains par rapport au monde occidental, inspiré par les expériences communistes en Chine, Nyerere s’engage résolument dans une politique socialiste. En février 1967, lors de la déclaration d'Arusha, il définit les principes et doctrines qu’il souhaite voir suivre par le pays. Selon l’idéal de Nyerere, tout cela doit conduire à la création d’une société égalitaire, juste, solidaire, qui trouve dans ses propres ressources les moyens de son autosuffisance. L’éducation devient aussi une priorité, en mettant fin à toute discrimination raciale dans les écoles,.
Les premières mesures concrètes d’application de cette politique ne tardent pas à arriver. Les principales industries et sociétés de services sont nationalisées, les impôts augmentés pour une plus grande répartition des richesses. C’est sur le plan de l’agriculture, principal secteur économique du pays, que les changements sont les plus forts. Appelé Ujamaas, c’est-à-dire cofraternité, des communautés villageoises sont organisées sur des principes collectivistes. Des incitations financières encouragent la formation de coopératives. Les premiers résultats sont décevants.
À Zanzibar, l’Afro-Shirazi Party mène une politique à tendance ouvertement révolutionnaire. Les propriétés arabes et indiennes sont nationalisées. Quelques désaccords apparaissent même entre Nyerere et Karume, ce dernier voulant se rapprocher davantage du monde communiste que le président tanzanien qui cherche lui à ménager au maximum les relations avec les Occidentaux. En 1972, Karume est assassiné, pour des motifs qui restent assez obscurs. Des obsèques nationales lui sont rendues, en présence de Julius Nyerere.
Pendant ces années, faiblement soutenue par les Occidentaux, la Tanzanie, pays non aligné, cherchant à imaginer un socialisme à l'africaine, reçoit l’aide de la Chine, qui souhaite pour sa part augmenter son influence en Afrique de l’Est. C’est avec un soutien chinois que la ligne de chemin de fer TAZARA (ou TANZAM) de Dar-es-Salaam à la Zambie est construite en 1975. C’est aussi sur le modèle des communes chinoises que sont créés 800 villages collectifs, regroupant des populations d’origine ethniques et tribales différentes, et déplacées de force en camion. On estime qu’en quatre ans, de 1973 à 1978, une douzaine de millions de personnes sont ainsi déplacées. Cette politique, si elle permet un certain brassage entre les différentes ethnies qui composent la population tanzanienne, casse brutalement les repères humains et communautaires des individus. Par ailleurs, alors que le pays compte plus d’une centaine d’ethnies (à forte majorité Bantou) et bien plus de langues et dialectes, Julius Nyerere favorise une uniformisation linguistique par l'usage d'une langue africaine, le swahili.

### Difficultés économiques et tensions régionales
Ces politiques dirigistes et utopiques apportent de moins en moins les résultats escomptés. Le premier choc pétrolier de 1973 assombrit fortement les perspectives économiques du pays. Les productions manufacturière et agricole régressent, la planification de l’économie par l’administration est inefficace. Sur le plan politique, les partis (le TANU de Nyerere et l’ASP) se rapprochent et fusionnent en 1977 pour former le Chama cha Mapinduzi (CCM), c’est-à-dire le parti de la Révolution. Malgré les difficultés économiques, le pays est en paix et reçoit de nombreux réfugiés venus des pays voisins en guerre ou fuyant le régime d'Amin Dada en Ouganda. Nyerere refuse que la politique d'africanisation de l’administration favorise les seuls Tanzaniens et autorise l'accès aux emplois publics aux étrangers. Beaucoup obtiennent également la nationalité tanzanienne, y compris des réfugiés blancs.
Les relations de la Tanzanie avec ses voisins africains (en particulier ceux du nord, l'Ouganda et le Kenya) se détériorent au fil des années. Ces relations étaient pourtant initialement bonnes puisque ces trois pays ont formé en 1967 la East Africain Community (Communauté est-africaine) dans le but de constituer à terme un marché économique commun. Les premières coopérations visent notamment à uniformiser la politique des changes et de contrôle des devises.
Mais le Kenya, proche des pays occidentaux, s’éloigne de plus en plus de la Tanzanie, et la frontière entre ces deux pays est même fermée de 1977 à 1983. En Ouganda, Idi Amin Dada, qui nourrit des ambitions d’expansions territoriales, reproche à son voisin tanzanien d’héberger des opposants à son régime. L’Ouganda attaque la Tanzanie à la fin de l’année 1978 et envahit les environs du lac Victoria. Les Tanzaniens, avec l’aide du matériel militaire chinois et d'exilés ougandais, parviennent, au bout de plusieurs mois d’efforts et au prix de lourdes pertes humaines, à reprendre les territoires perdus, en chassant Idi Amin Dada du pouvoir. Les soldats tanzaniens occupent même l’Ouganda pendant presque deux ans. Cette guerre non souhaitée coûte cher, environ 500 millions de dollars; et au début des années 1980, sans réelle industrie, avec un secteur agricole improductif, la Tanzanie est l’un des pays les plus pauvres de la planète.
Le pays s’enfonçant dans l’échec, Nyerere commence à modifier progressivement sa politique dirigiste menée depuis le milieu des années 1960. Avec l’intervention de plus en plus grande de la Banque mondiale et du FMI, les incitations financières à la production collectivistes sont en partie réorientées vers un investissement pour les grandes fermes de l’État et pour les infrastructures routières. En 1984, la possibilité d’une propriété privée des moyens de productions apparaît et la société est, très progressivement, libéralisée.
En 1985, Nyerere choisit, contrairement à l’habitude prise par la plupart des autres chefs d’État africains, de se retirer de la politique, après avoir tout de même conservé le pouvoir pendant 21 années. C’est Ali Hassan Mwinyi, alors président de Zanzibar depuis 1980, qui prend sa succession. Malgré les résultats très largement négatifs de sa politique de développement économique, Nyerere conserva jusqu’à sa mort, atteint d'une leucémie, le 14 octobre 1999, l’estime de beaucoup de Tanzaniens et d’une partie de la communauté internationale. On lui reconnaît en effet le mérite d’avoir posé les bases d’un État démocratique pluriethnique,,.

## Œuvres
- Freedom and Unity (Uhuru na Umoja): A Selection from Writings & Speeches, 1952–1965 (Oxford University Press, 1967)
- Freedom and Socialism (Uhuru na Ujama): A Selection from Writings & Speeches, 1965–1967 (Oxford University Press, 1968)
- Freedom and Development (Uhuru Na Maendeleo): A Selection from the Writings & Speeches, 1968-73 (Oxford University Press, 1974)
- Ujamaa — Essays on Socialism (1977)
- Crusade for Liberation (1979)
- Julius Kaisari (trad. de Julius Caesar de William Shakespeare)
- Mabepari wa Venisi (trad. de The Merchant of Venice de William Shakespeare)

## Hommages
Julius Nyerere était catholique pratiquant. L'Église catholique l'a déclaré serviteur de Dieu. C'est l’évêque du diocèse de Musoma, Justin Tetmu Samba, qui le proclama officiellement en mai 2005. Il est fêté le 14 octobre. Une requête pour sa canonisation est adressée en 2006.
Le pont Kigamboni a reçu son nom. 
L'université de Kankan en république de Guinée porte son nom.
L'ancien barrage de Rufiji porte désormais son nom